# Cylindrotomidae

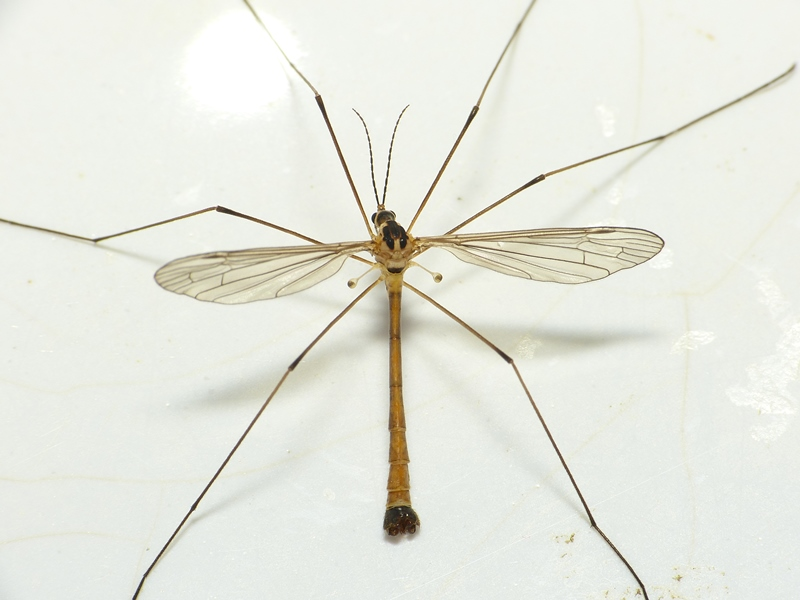
Cylindrotoma distinctissima

Los cilindrotómidos (Cylindrotomidae) son una familia de dípteros nematóceros relacionada estrechamente con Tipulidae. Contiene unas 115 especies en 9 géneros distribuidas por todo el mundo.
En su mayoría son moscas grandes de alrededor de 11 a 16 mm y de color amarillento a marrón pálido. Tienen antenas largas y finas con 16 segmentos; las alas, las patas y el abdomen son muy largos.
Las larvas son fitófagas (con la excepción del género Cylindrotoma). Se encuentran en musgos terrestres, acuáticos y semiacuáticos. Las larvas del género Cylindrotoma viven en varias plantas con flores. Los adultos se encuentran en hábitats boscosos húmedos.

## Géneros

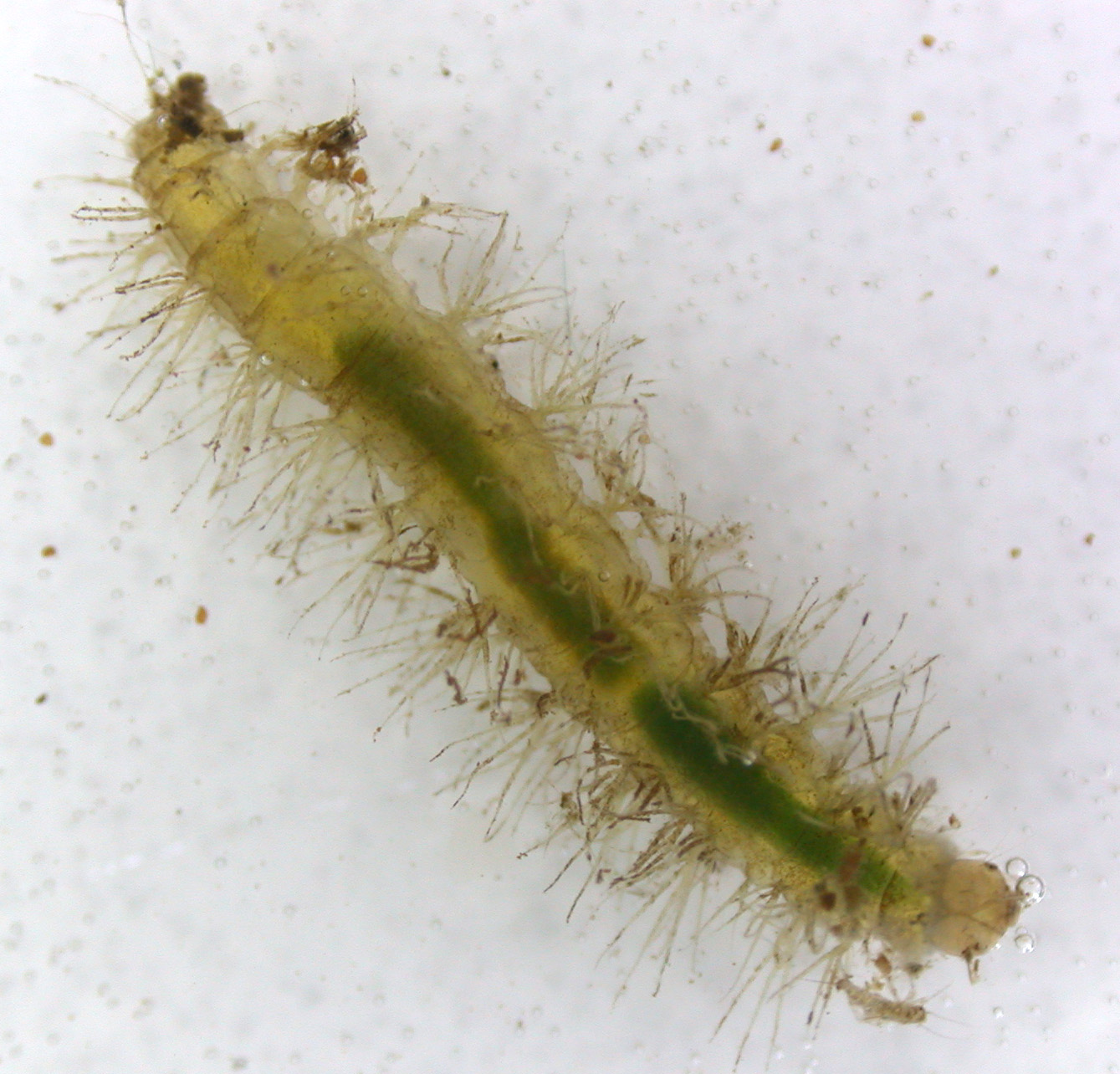
Larva de Phalacrocera replicata

- Subfamilia Cylindrotominae
  - Cylindrotoma Macquart, 1834
  - Diogma Edwards, 1938
  - Liogma Osten Sacken, 1869
  - Phalacrocera Schiner, 1863
  - Triogma Schiner, 1863
- Subfamilia Stibadocerinae
  - Stibadocera Enderlein, 1912
  - Stibadocerella Brunetti, 1918
  - Stibadocerina Alexander, 1929
  - Stibadocerodes Alexander, 1928